# سيدريك بينو
سيدريك بينو (بالفرنسية: Cédric Pineau)‏ ولد بتاريخ 8 مايو 1985 في فرنسا، هو دراج فرنسي.

## روابط خارجية
- سيدريك بينو على موقع الاتحاد الدولي للدراجات (الإنجليزية)
- سيدريك بينو على موقع أرشيف الدراجات (الإنجليزية)
- سيدريك بينو على موقع إحصائيات الدراجات الإحترافية (الإنجليزية)
- سيدريك بينو على موقع نسبة الدراجات (الإنجليزية)